# Leymus flavescens
Leymus flavescens är en gräsart som först beskrevs av Frank Lamson Scribner och Jared Gage Smith, och fick sitt nu gällande namn av Pilg.. Leymus flavescens ingår i släktet strandrågssläktet, och familjen gräs. Inga underarter finns listade i Catalogue of Life.